# Vioño (Gozón)
Vioño es una parroquia del concejo asturiano de Gozón (España). Tiene una superficie de 2,91 km² y se encuentra situada en el área central del concejo de Gozón. Su población es de 172 habitantes (Instituto Nacional de Estadística de España 2006). Su templo parroquial está dedicado a San Esteban. Se celebran las festividades de San Esteban y la Sacramental.
Recorre la parroquia el arroyo de Vioño, rico en pesca, que desemboca en la ría de Avilés. El acceso a la parroquia se realiza por la carretera AS-238 Luanco-Avilés.

## Patrimonio
En el lugar de La Pedrera está la Casa de La Puente, de la familia García-Pumarino, con la capilla de Santa Rosa de Lima, del siglo XVIII. Esta misma familia, que había hecho fortuna en Perú, erigió también la casa de Llano-Ponte en Avilés.
Además, repartidos por toda la parroquia existen numerosos hórreos y paneras, y el caserío es muy disperso.

## Orígenes
Aparece por primera vez citada en el año 905 como Sancti Stefani de Bionio en el testamento de Alfonso II a la iglesia de Oviedo. No obstante, esta fecha no es fiable ya que este tipo de testamentos fueron manipulados y alterados en el siglo XII por el escritorio del obispo Pelayo. De lo que hay seguridad es que Santo Estevan de Bionno aparece relacionado en el censo parroquial confeccionado durante el mandato del obispo Gutierre de Toledo (1385-86). 

## Barrios
- Buenavista
- La Cabrera
- La Pedrera

- Vioño

- Datos: Q5196011
- Multimedia: Vioño / Q5196011